# Мехмед Селахаддин-эфенди
Мехме́д Селахедди́н-эфе́нди (тур. Şehzade Mehmed Selaheddin Efendi), также Мехме́д Салахедди́н-эфе́нди (тур. Şehzade Mehmed Salaheddin Efendi; 2 февраля/12 августа 1861, Долмабахче, Стамбул — 29 апреля 1915, Ускюдар, Стамбул) — старший ребёнок и единственный переживший младенчество сын османского султана Мурада V от его второй жены Рефтарыдиль Кадын-эфенди.

## Биография
Мехмед родился 2 февраля (по другим данным 12 августа) 1861 года в стамбульском дворце Долмабахче в семье будущего султана Мурада V и его второй жены Рефтарыдиль Кадын-эфенди.
В 1870 году прошла церемония хитана, на которой Мехмед был обрезан вместе с Селимом Сулейманом и Мехмедом Вахидеддином (сыновьями Абдул-Меджида I), Юсуфом Иззеддином и Махмудом Джелаледдином (сыновьями султана Абдул-Азиза) и султанзаде Алаэддин-беем, сыном Мюнире-султан.
Получил образование в Школе принцев, где его наставником был Сулейман-ага, директор Военного колледжа. Принц был зачислен в Османский военный колледж. 30 августа 1876 года его отец султан Мурад V был свергнут с престола и на трон взошёл дядя Мехмеда Абдул-Хамид II.
Свергнутый султан и члены его семьи были отправлены во дворец Чираган. Юность и часть жизни Мехмеда прошла в этом дворце, в котором он находился в заключении. Всё это время Мехмед вёл дневники, в которых описывал повседневную жизнь бывшего султана и его окружения. После смерти Мурада V в 1904 году Мехмед Селахеддин наконец обрёл свободу.
К этому времени Мехмед уже обзавёлся собственной семьёй и после освобождения ему был отведён дворец Фенерьолу в Ускюдаре. Скончался 29 апреля 1915 года в возрасте 53 лет и был похоронен в тюрбе шехзаде Кемаледдина в комплексе Яхьи Эфенди.

## Семья
Мехмед был женат семь раз:

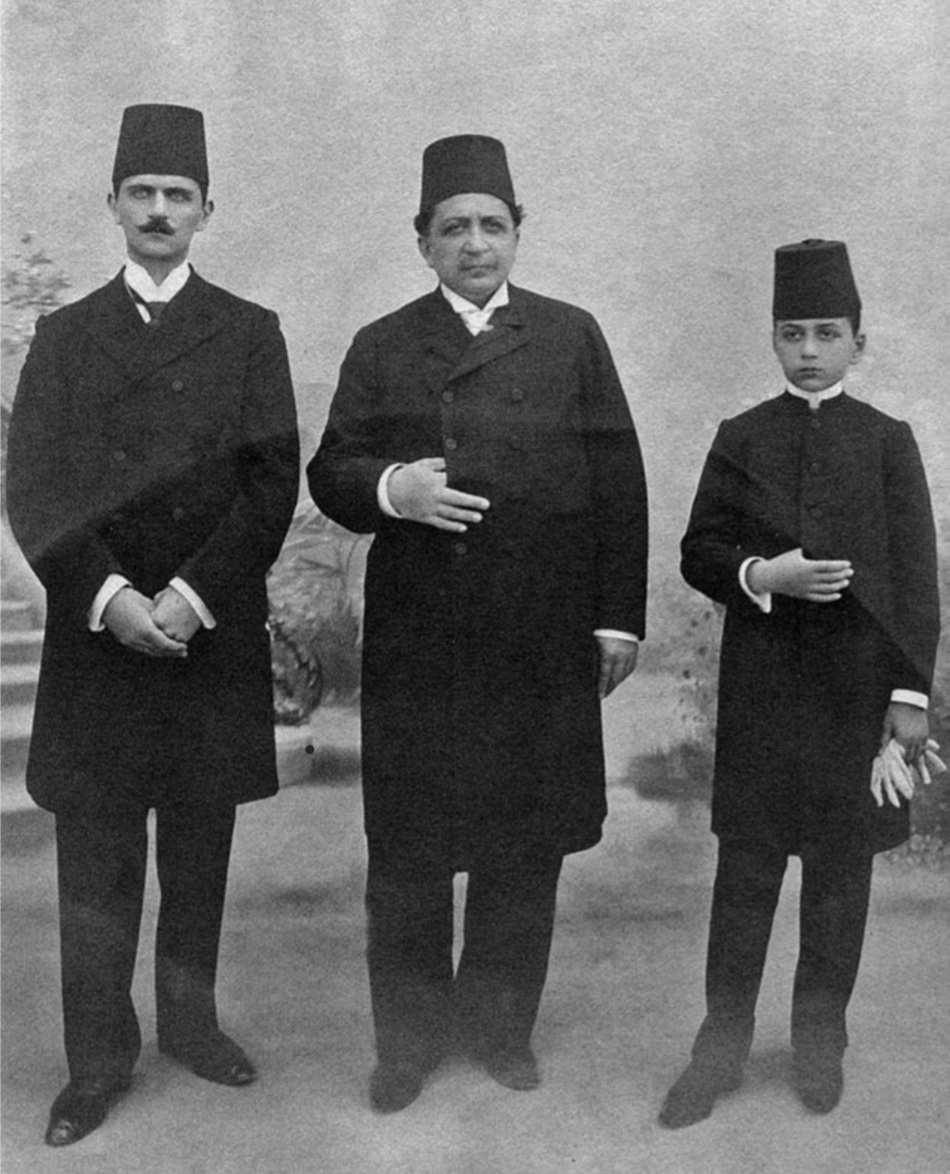
Мехмед Селахаддин с сыновьями Ахмедом Нихадом (слева) и Османом Фуадом (справа), 1906 год

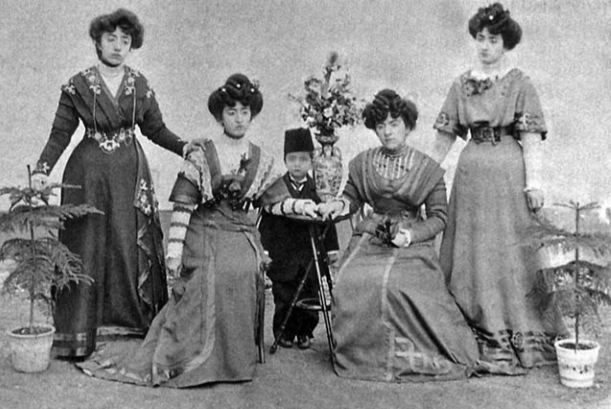
Дочери Мехмеда Селахаддина (слева направо): Адиле, Рукие, Бехие и Атие. В центре — внук шехзаде Али Васиб. 1907 год.

- Дилазер Ханым-эфенди (? — 1 июня 1880, Стамбул) — брак заключён 13 марта 1877
  - Айше Бейхан-султан (18 июля 1878, Стамбул — 17 декабря 1878, Стамбул)
- Назикназ Ханым-эфенди (24 декабря 1860, Карс — 17 февраля 1928, Ницца) — брак заключён 7 июля 1879
  - шехзаде Мехмед Ливаеддин-эфенди (25 июня 1880, Стамбул — 30 июля 1882, Стамбул)
  - Бехие-султан (21 августа 1881, Стамбул — 5 мая 1948, Каир)
  - шехзаде Ахмед Нихад-эфенди (5/6 июля 1883, Стамбул — 4 июня 1954, Бейрут)
  - Бехие-султан (17 сентября 1887, Стамбул — 19 сентября 1887, Стамбул)
- Тевхиде Затыгюль Ханым-эфенди (25 января 1864, Батуми — 8 марта 1896, Стамбул) — брак заключён 21 февраля 1881
  - Джелиле-султан (3 февраля 1882, Стамбул — 21 ноября 1899, Стамбул)
  - Рукие-султан (1 июня 1885, Стамбул — 16 июня 1971, Стамбул)
  - Адиле-султан (7 февраля 1887, Стамбул — 6 декабря 1973, Париж)
  - шехзаде Мехмед-эфенди (р. и ум. 23 марта 1889, Стамбул)
  - Эмине Атие-султан (4 декабря 1891, Стамбул — 10 октября 1978, Стамбул)
- Гюльтер Ханым-эфенди (19 апреля 1867, Тбилиси — 17 февраля 1895, Стамбул) — брак заключён 10 декабря 1886
  - Сафие-султан (20 мая 1887, Стамбул — 20 февраля 1911, Стамбул)
- Жалефер Ханым-эфенди (9 августа 1872, Карс — 7 февраля 1937, Стамбул) — брак заключён 15 сентября 1891
  - шехзаде Осман Фуад-эфенди (24 февраля 1895, Стамбул — 19 мая 1973, Ницца)
  - шехзаде Мехмед Нажид-эфенди (р. и ум. 3 марта 1896, Стамбул)
- Джемиле Дильбестан Ханым-эфенди (1880—1955, Стамбул) — брак заключён в 1894
  - шехзаде Мехмед Намык-эфенди (24 июня 1898, Стамбул — 18 августа 1899, Стамбул)
- Дилавиз Ханым-эфенди (ум. 29 июня 1880, Стамбул)

## Награды
По данным историка Йылмаза Озтуна, Мехмед Селахеддин имел следующие награды Османской империи, украшенные драгоценными камнями:
- Орден Дома Османов
- Орден Славы
- Орден Почёта
- Орден Османие
- Орден Меджидие

## В культуре
Мехмед Селахеддин появляется в историческом романе своей праправнучки Айше Гюльнев Османоглу «Позолоченная клетка над Босфором» (2020).